# 乌斯满·阿里
乌斯满·阿里，新疆喀什人，柯尔克孜族军官，泛突厥主义者。

## 生平
1932年6月，喀什行政长马绍武镇压了3月由埃德·米拉布率领的柯尔克孜叛乱，逮捕了包括乌斯曼·阿里在内的几名柯尔克孜族战士。1933年初，新疆多地爆发反对统治当局的暴动，马绍武在与和田维族叛乱武装作战失利后，增加对柯尔克孜人的征兵。1933年2月，乌斯满经马绍武招募入伍，任柯尔克孜族营营长。入伍后的乌斯曼与维吾尔族叛军统领铁木尔伯克私通，4月率柯尔克孜族武装倒戈，反攻马绍武。1933年5月2日，乌斯曼攻陷疏附县城，叛军铁木尔、马占仓进入喀什，铁木尔自封为师长、总司令，任命乌斯曼为旅长，数次攻打马绍武，后经马占仓调解，马绍武与马占仓部一同据守疏勒，铁木尔、乌斯曼和和田武装沙比提大毛拉共同占据疏附县城。其后疏附三人内讧，乌斯曼被马绍武策反，8月初，乌斯曼在与铁木尔火并，马绍武、马占仓趁机武装收复疏附，铁木尔被杀。乌斯曼与沙比提联合，自称师长兼司令，鼓吹“圣战”，再次进攻疏附，二马被迫弃城逃亡疏勒。不久，穆罕默德·伊敏聯合鐵木爾殘部，將烏斯滿囚禁，并控制了疏附。